# De hechtsteek
De hechtsteek is een kunstwerk in Buitenveldert, Amsterdam-Zuid.
Het bestaat uit drie lintvormige blauwe plastieken van Jan Jacobs Mulder. Ze staan aan De Boelelaan bij het VUMC, dat deels over de De Boelelaan is heengebouwd. Twee van de drie gebogen stalen balken staan aan zuidkant van De Boelelaan, rijzen uit de grond omhoog om te eindigen op een platform, dat de ingang van het ziekenhuis vormt. Ze vormen een contrast met de strakke horizontale en verticale lijnen van de gevels van het ziekenhuis. Een derde blauwe balk staat gebogen omhoog en is verwerkt in de wand van eveneens een platform, maar dan voor de noordelijke gelegen polikliniek. De naam van het kunstwerk is ontleend aan een hechting, hier niet bij een wond, maar tussen het ziekenhuis enerzijds en de polikliniek anderzijds.
In 2018 kregen de "naald en draad" een nieuwe verflaag.

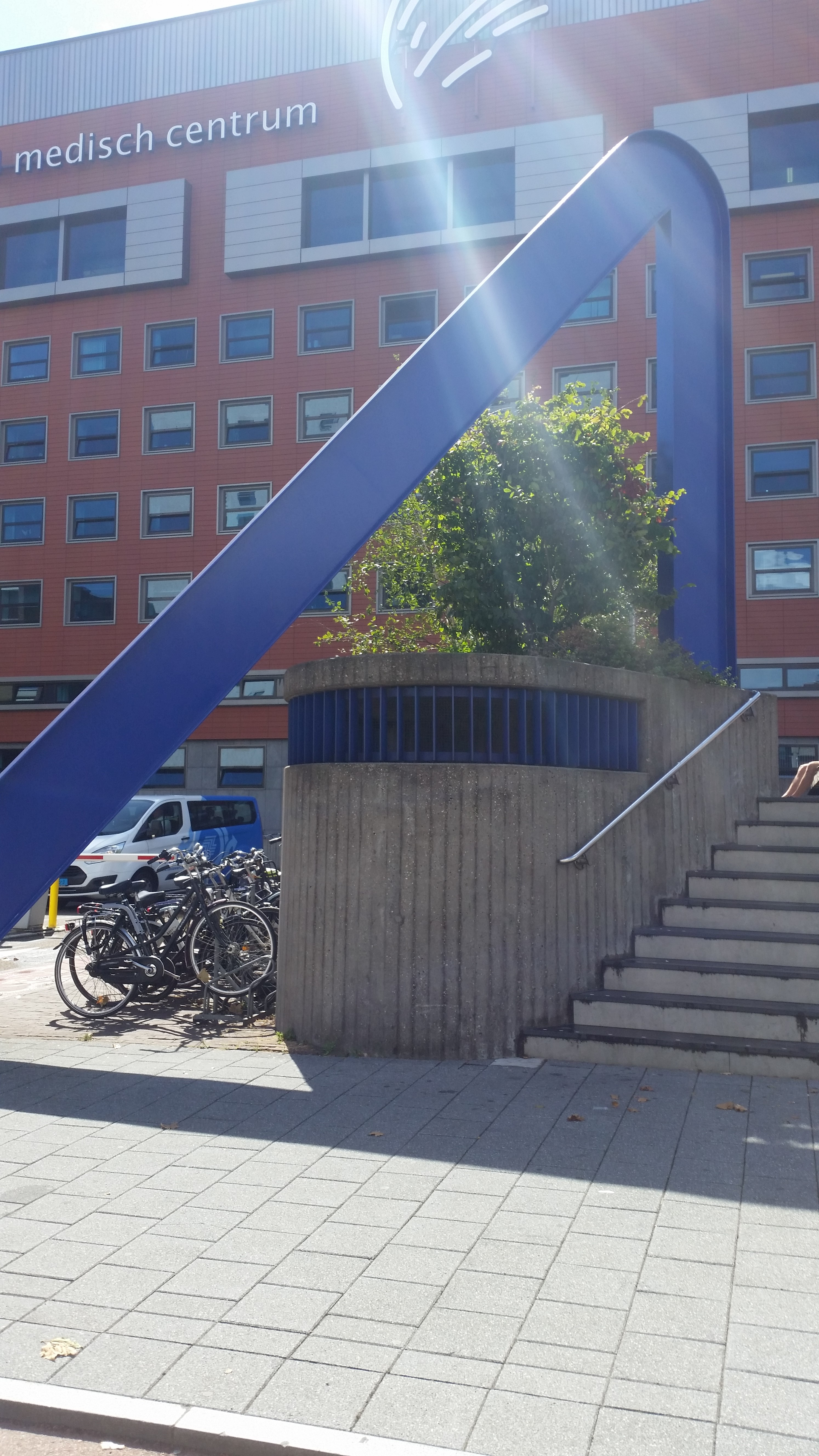
De hechtsteek (zuid, augustus 2018)
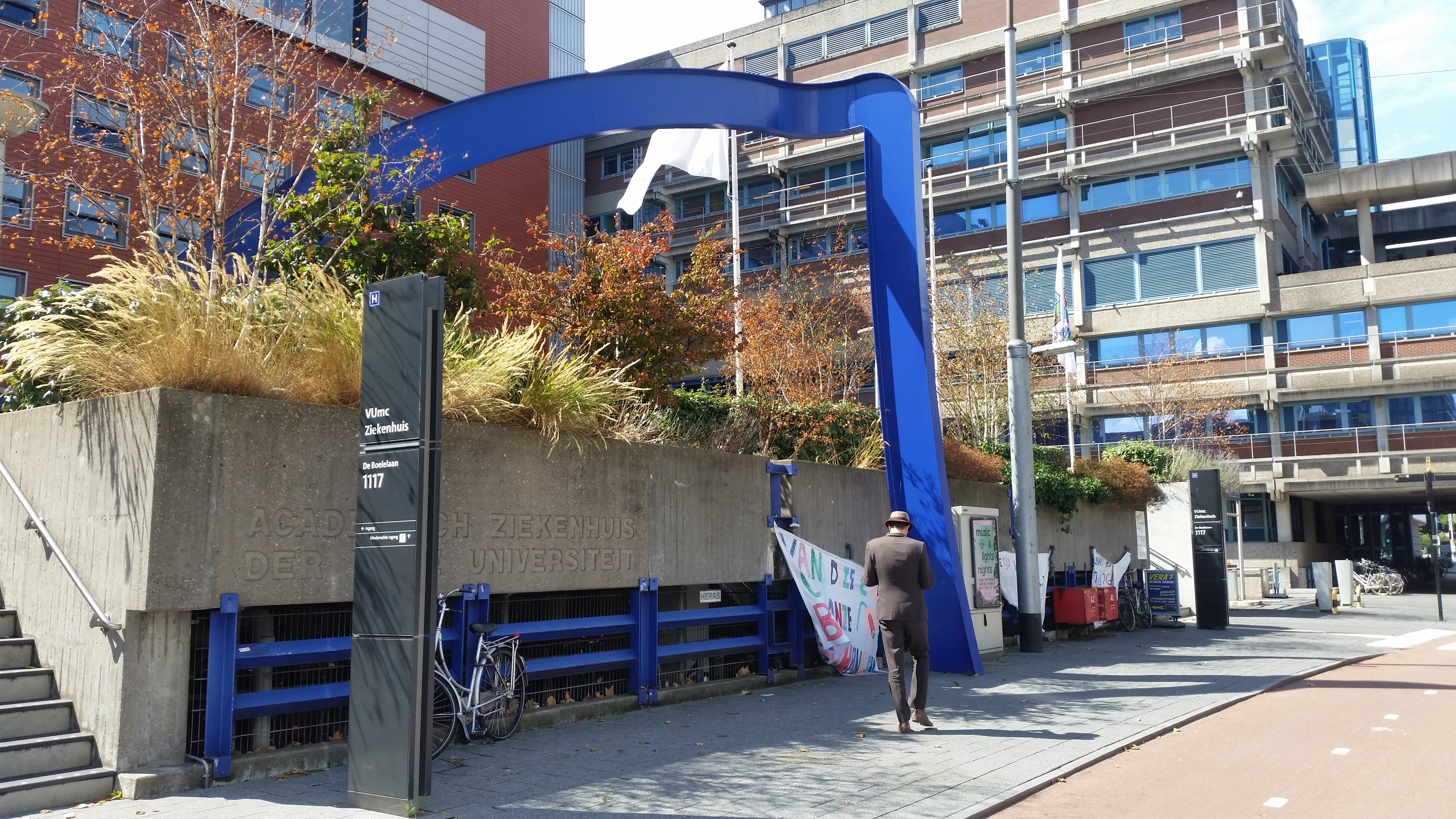
De hechtsteek (zuid, augustus 2018)
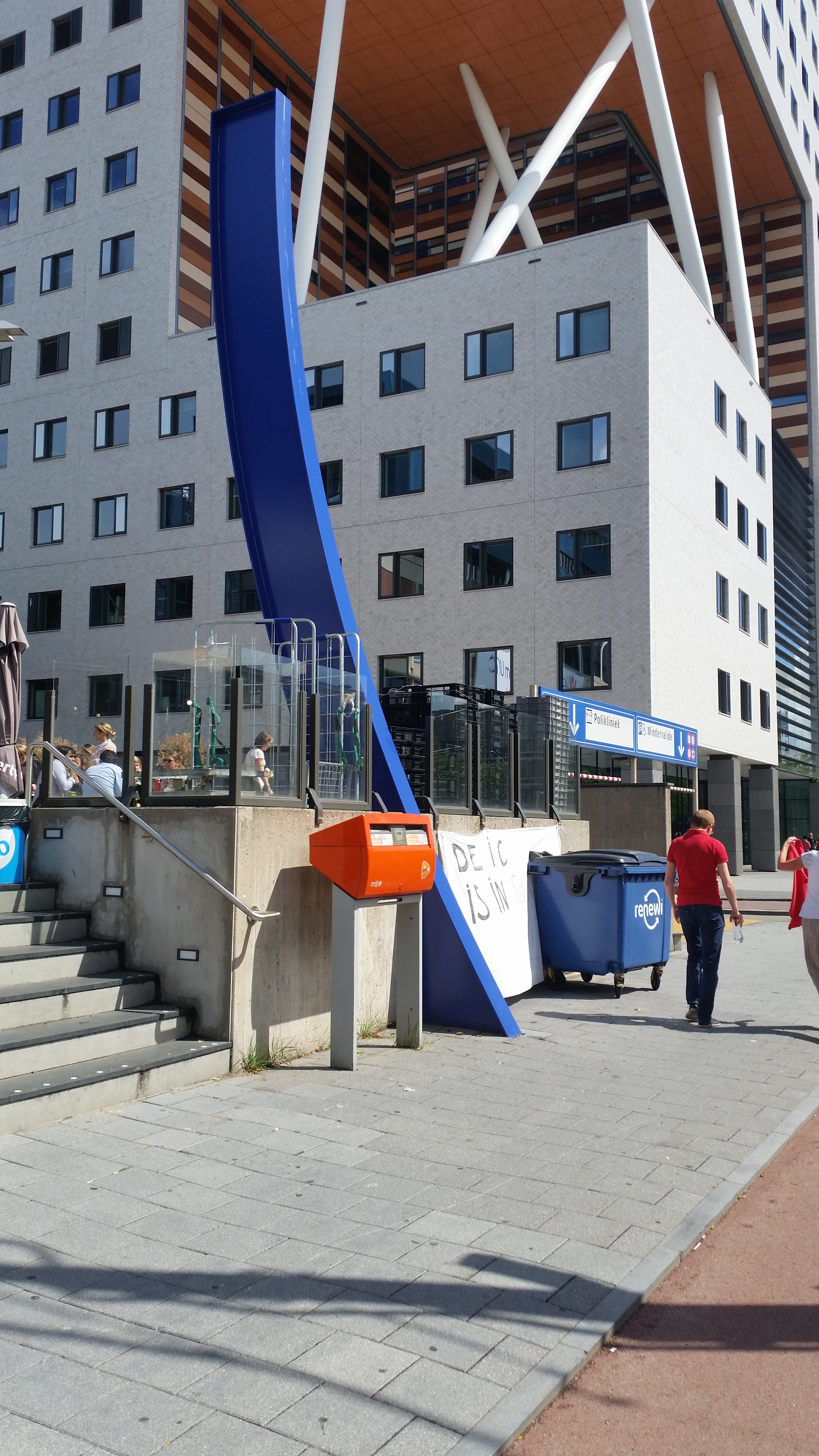
De hechtsteek (noord, augustus 2018)